# Distrito de Bernina

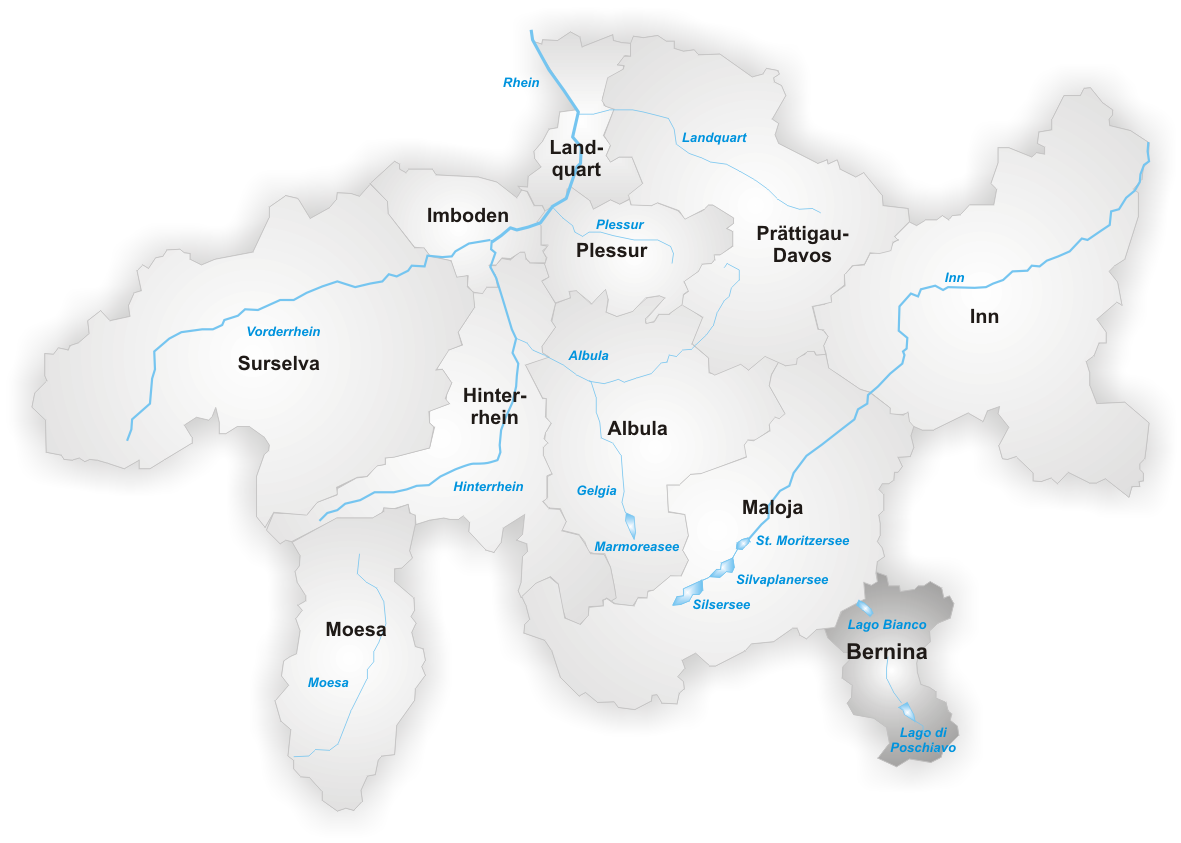
O antigo distrito de Bernina

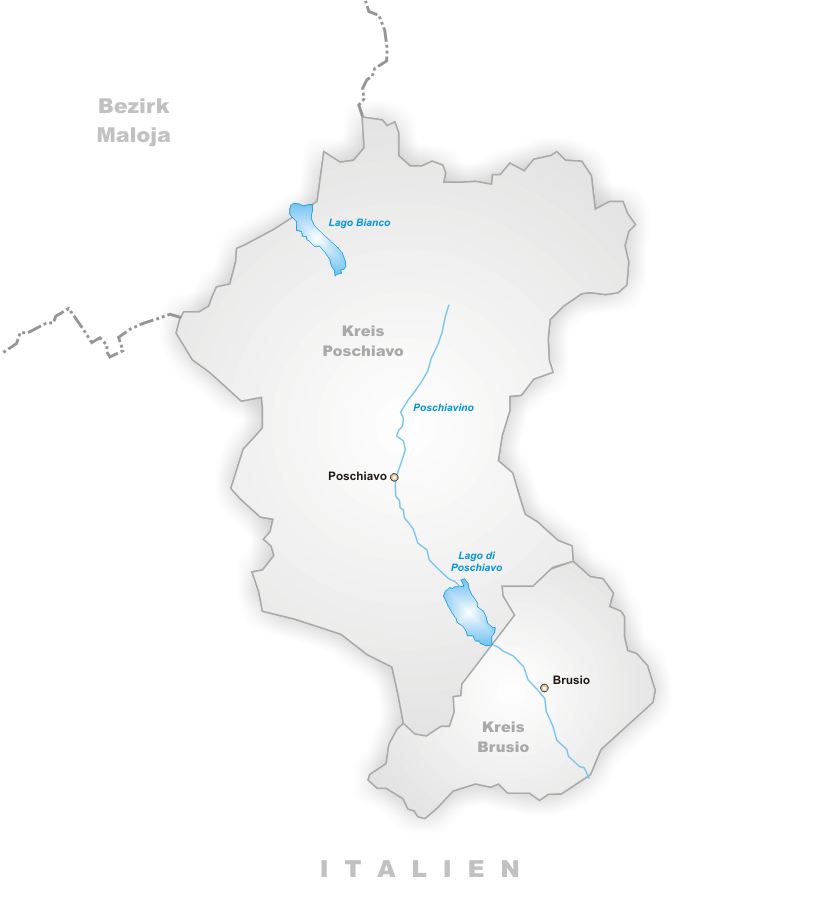
As comunas de Bernina

O distrito de Bernina foi um dos 11 distritos do cantão de Grisões na Suíça. Tinha uma área de 237.2 km² e uma população de 4,667 (em dezembro de 2009). 
Foi substituído pela Região de Bernina em 1 de janeiro de 2016, como parte de uma reorganização territorial do Cantão.

## Antiga composição
Ele estava formado por duas comunas dividas em dois círculos comunais (Kreis):

### Círculo comunal de Brusio
- Brusio

### Círculo comunal de Poschiavo
- Poschiavo.

## Línguas
A língua oficial do distrito é o italiano.
| Línguas do distrito de Bernina, GR |            |             |
| Línguas                            | Censo 2000 | Censo 2000  |
| Línguas                            | Número     | Porcentagem |
| Italiano                           | 4,028      | 91.0 %      |
| Alemão                             | 319        | 7.2 %       |
| Romanche                           | 22         | 0.5 %       |
| TOTAL                              | 4,427      | 100 %       |